# La estufa
La estufa  (en el original en francés, Femme nue devant une salamandre o La Salamandre) es una pintura al temple sobre cartón del pintor suizo Félix Vallotton, creada en 1900 y conservada en una colección privada en Suiza.  

## Descripción
El cuadro representa a una mujer desnuda (un tema muy presente en la obra del artista) de espaldas, sentada sobre un chal azul, en el suelo frente a una estufa encendida. De hecho, el título original, La Salamandre, deriva de una popular marca de estufas que se comercializaba en la época.  Encima de la repisa de la chimenea decorativa en que está encajada la estufa hay diversos objetos y libros, mientras que a la izquierda parece un armario entreabierto. En la parte inferior derecha hay algunas prendas, quizás la ropa de la mujer. El cuadro tiene una atmósfera íntima y familiar, que pertenece a un mundo que Vallotton ha vuelto inmóvil y silencioso. 
La mujer parece carecer de extremidades inferiores: según el catálogo de las obras de Vallotton elaborado por Marina Ducrey, esta elección acercaría la figura a los ídolos encontrados en las islas Cícladas, en Grecia, y habría anticipado la fotografía El violín de Ingres (Le Violon d'Ingres ) de Man Ray.  

## En la cultura de masas
Una copia del cuadro juega un papel importante en el libro El último de los Weynfeldt (en alemán: Der letzte Weynfeldt) del escritor suizo Martin Suter y en la adaptación cinematográfica del mismo nombre de 2010. 